# Mithly
Mithly (en arabe مجلة مثلي[Information douteuse] , un jeu de mots signifiant à la fois « homo » et « comme moi ») est le premier magazine gay LGBT marocain et du monde arabe, qui paraît en version papier et sur un site Internet dédié. Le premier numéro, imprimé à Rabat, a été diffusé à 200 exemplaires, de façon clandestine, puisque l'article 489 du code pénal marocain, qui rend l'homosexualité illégale, exclut toute possibilité d'obtenir une autorisation de publication. 
Il a été lancé en avril 2010 par Kifkif, une association de personnes LGBT marocaines.